# Diócesis de Guntur
La diócesis de Guntur (en latín: Dioecesis Gunturensis y en inglés: Roman Catholic Diocese of Guntur) es una circunscripción eclesiástica de la Iglesia católica en India. Se trata de una diócesis latina, sufragánea de la arquidiócesis de Visakhapatnam. Desde el 25 de junio de 2016 su obispo es Bhagyaiah Chinnabathini.

## Territorio y organización
La diócesis tiene 12 803 km² y extiende su jurisdicción sobre los fieles católicos de rito latino residentes en el estado de Andhra Pradesh en el distrito de Guntur y el taluk de Addanki en el distrito de Prakasam, antes de la reforma administrativa de 2022.
La sede de la diócesis se encuentra en la ciudad de Guntur, en donde se halla la Catedral del Niño Jesús.
En 2021 en la diócesis existían 103 parroquias.

## Historia
La diócesis fue erigida el 13 de febrero de 1940 con la bula Quo Sacrorum Antistites del papa Pío XII, derivando el territorio de la diócesis de Nellore.
Originalmente sufragánea de la arquidiócesis de Madrás (hoy arquidiócesis de Madrás y Meliapor), pasó a formar parte de la provincia eclesiástica de la arquidiócesis de Hyderabad el 19 de septiembre de 1953.
El 12 de marzo de 1977 mediante el decreto Quo facilius de la Congregación de Propaganda Fide cedió una parte de su territorio, en el distrito de Prakasam, a la diócesis de Nellore.
El 16 de octubre de 2001 se convirtió en sufragánea de la arquidiócesis de Visakhapatnam.

## Estadísticas
Según el Anuario Pontificio 2022 la diócesis tenía a fines de 2021 un total de 529 770 fieles bautizados.
| Año                                                                             | Población            | Población | Población      | Sacerdotes | Sacerdotes    | Sacerdotes    | Bautizados por sacerdote | Diáconos permanentes | Religiosos | Religiosos | Parroquias |
| Año                                                                             | Bautizados católicos | Total     | % de católicos | Total      | Clero secular | Clero regular | Bautizados por sacerdote | Diáconos permanentes | Varones    | Mujeres    | Parroquias |
| ------------------------------------------------------------------------------- | -------------------- | --------- | -------------- | ---------- | ------------- | ------------- | ------------------------ | -------------------- | ---------- | ---------- | ---------- |
| 1950                                                                            | 38 087               | 2 277 283 | 1.7            | 43         | 43            |               | 885                      |                      |            | 125        | 23         |
| 1970                                                                            | 69 747               | 3 600 000 | 1.9            | 67         | 58            | 9             | 1041                     |                      | 15         | 345        | 34         |
| 1980                                                                            | 106 072              | 3 316 072 | 3.2            | 93         | 65            | 28            | 1140                     |                      | 37         | 354        | 44         |
| 1990                                                                            | 126 473              | 4 590 000 | 2.8            | 108        | 66            | 42            | 1171                     |                      | 71         | 418        | 51         |
| 1999                                                                            | 163 516              | 4 861 462 | 3.4            | 125        | 75            | 50            | 1308                     |                      | 97         | 502        | 66         |
| 2000                                                                            | 172 616              | 4 896 982 | 3.5            | 129        | 77            | 52            | 1338                     |                      | 96         | 531        | 72         |
| 2001                                                                            | 183 150              | 4 980 540 | 3.7            | 137        | 85            | 52            | 1336                     |                      | 100        | 531        | 71         |
| 2002                                                                            | 185 150              | 5 025 190 | 3.7            | 145        | 85            | 60            | 1276                     |                      | 96         | 495        | 72         |
| 2003                                                                            | 191 964              | 5 035 210 | 3.8            | 162        | 100           | 62            | 1184                     |                      | 79         | 522        | 74         |
| 2004                                                                            | 195 630              | 5 044 520 | 3.9            | 164        | 99            | 65            | 1192                     |                      | 82         | 540        | 74         |
| 2006                                                                            | 218 097              | 5 150 945 | 4.2            | 168        | 103           | 65            | 1298                     |                      | 82         | 570        | 79         |
| 2013                                                                            | 218 900              | 6 066 380 | 3.6            | 175        | 100           | 75            | 1250                     |                      | 160        | 672        | 84         |
| 2016                                                                            | 310 000              | 6 306 000 | 4.9            | 187        | 109           | 78            | 1657                     |                      | 170        | 640        | 91         |
| 2019                                                                            | 321 600              | 6 543 660 | 4.9            | 205        | 125           | 80            | 1568                     |                      | 176        | 723        | 100        |
| 2021                                                                            | 529 770              | 6 188 380 | 8.6            | 196        | 121           | 75            | 2702                     |                      | 90         | 715        | 103        |
| Fuente: Catholic-Hierarchy, que a su vez toma los datos del Anuario Pontificio. |                      |           |                |            |               |               |                          |                      |            |            |            |

## Episcopologio
- Thomas Pothacamury (Pothakamuri) † (9 de abril de 1940-15 de octubre de 1942 nombrado obispo de Bangalore)
- Ignatius Mummadi † (13 de julio de 1943-26 de noviembre de 1973 retirado)
- Balashoury Thanugundla † (26 de noviembre de 1973-25 de septiembre de 1974 falleció)
- Mariadas Kagithapu, M.S.F.S. † (19 de diciembre de 1974-10 de septiembre de 1982 nombrado obispo de Visakhapatnam)
- Bali Gali (2 de julio de 1984-25 de junio de 2016 retirado)
- Bhagyaiah Chinnabathini, desde el 25 de junio de 2016